# Zombie Island Massacre
Zombie Island Massacre és una pel·lícula de terror de 1984 dirigida per l'editor de pel·lícules John N. Carter (en el seu únic esforç de direcció) i protagonitzada per David Broadnax i Rita Jenrette. La pel·lícula està distribuïda actualment per Troma Entertainment.

## Trama
Un grup de turistes estatunidencs de vacances al Carib veuen una cerimònia de vudú. Mentre fan un recorregut per una illa local a la nit, queden encallats quan desapareix el seu conductor d'autobús. El grup de turistes es refugia en una antiga mansió, un a un són víctimes d'una amenaça desconeguda.

## Repartiment
- David Broadnax com a Paul
- Rita Jenrette com a Sandy
- Tom Cantrell com a Steve
- Diane Clayre Holub com a Connie
- Ian McMillian com a Joe
- George Peters com Whitney
- Dennis Stephenson com a guia turístic
- Trevor Reid com a sacerdot vudú
- Christopher Ferris com a Matt

## Llançamennt
Troma va llançar Zombie Island Massacre en un paquet triple el gener de 2004 i un paquet de 15 a l'octubre de 2006. L'agost de 2014, va actuar a la vuitena celebració de la pel·lícula B, organitzada per Joe Bob Briggs.

## Recepció
Ian Jane de DVD Talk va dir que la pel·lícula té "una sensació d'encant ridícul" i és agradable malgrat els seus defectes. Escrivint a la Zombie Movie Encyclopedia, l'acadèmic Peter Dendle va dir: "Tot i que és a gran escala per a un llançament de Troma, això encara és insuportablement tediós i horrible, que cal evitar amb qualsevol expedient." Dendle escriu que tot i que la pel·lícula no té zombis tradicionals a l'estil Romero, la cerimònia del vudú planteja el que sembla ser un zombi haitiano.